# Henri Mitterand
Pour l’article ayant un titre homophone, voir Mitterrand (homonymie).
Henri Mitterand, né le 7 août 1928 à Vault-de-Lugny (Yonne) et mort le 8 octobre 2021 à Paris, est un universitaire, auteur, critique et éditeur français.
Il est un des spécialistes internationaux de l’œuvre de Zola, ainsi que l’un des fondateurs de la sociocritique en France.

## Biographie

### Jeunesse et études
Ancien élève de l’École normale supérieure de la rue d'Ulm (Lettres 1948), Henri Mitterand est reçu à l'agrégation de grammaire en 1951. En 1952, il devient pensionnaire de la fondation Thiers, et le demeure jusqu'en 1955. Il obtient un doctorat en lettres en 1959.

### Parcours professionnel
Il a été successivement assistant, puis chargé d’enseignement à la faculté de lettres de l'université de Besançon, entre 1957 et 1965. Il obtient alors un poste au sein de la faculté de lettres de l'université de Reims.
En 1968, il est nommé maître de conférences puis professeur à l’université de Paris-VIII. Il conserve cette fonction jusqu'en 1978, date à laquelle il devient professeur l’université Paris-III Sorbonne-Nouvelle. En 1989, il est recruté à l'université Columbia, à New York (1989-2004).
Professeur émérite à la Sorbonne-Nouvelle et à l'université Columbia, il a enseigné également à l’université de Sarrebruck, à université Stanford (visiting professor, 1966), à l’Université de Toronto (permanent visiting professor, 1970-1993), à l’Université du Québec à Montréal (professeur visiteur, 1970), à l’université de Naples - L'Orientale et à l’université de Philadelphie. Il a donné des conférences dans plus de soixante-dix universités d’Europe, d’Amérique du Nord, d’Afrique du Nord, du Proche-Orient et de l’océan Indien.

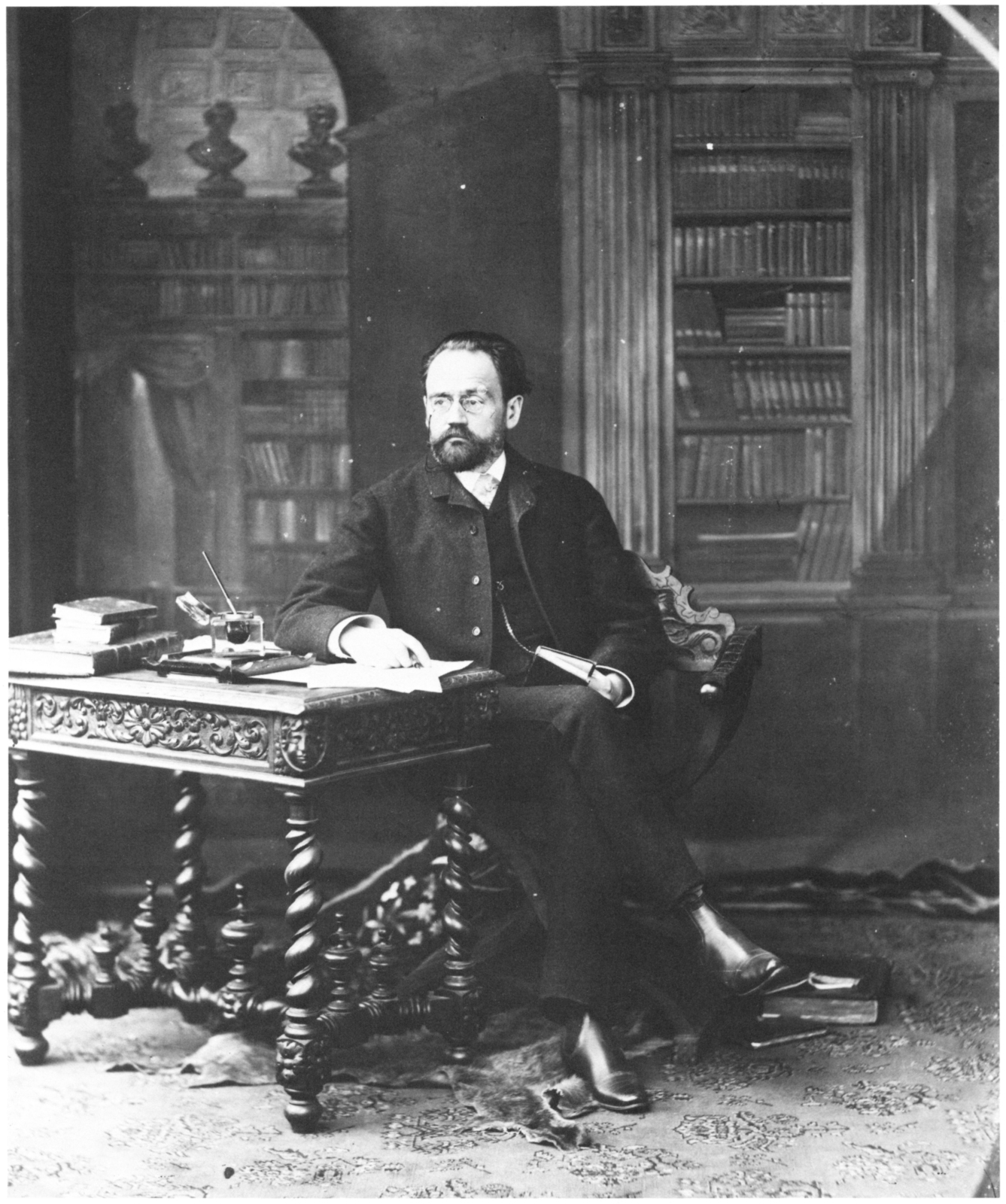
Émile Zola par Nadar (1895).

Il a consacré une grande partie de ses livres et de ses articles à l’œuvre d’Émile Zola, sans négliger les autres grands écrivains des XIXe et XXe siècles (Balzac, Flaubert, Maupassant, Goncourt, Péguy, Céline, Aragon, Michon), ni les problèmes généraux du roman, la linguistique française et l’histoire de l’art. Il a édité les Œuvres complètes de Zola au Cercle du livre précieux et à Nouveau Monde Éditions, une biographie de Zola en trois volumes (Fayard), plusieurs ouvrages aux Presses universitaires de France, et dirigé plusieurs collections de langue et littérature française (Nathan). Il a fondé, à l’Université de Toronto, puis à l’université de Paris (Paris VIII et Paris III) et au CNRS, deux centres de recherches sur Zola et le naturalisme (édition collective de la Correspondance de Zola en 11 volumes, 1978-1995). Enfin, il a collaboré à plusieurs revues générales et universitaires, parmi lesquelles La Pensée, Europe, Langue Française, Les Cahiers de Lexicologie, Littérature, etc.
De 1964 à 1987, il a dirigé Les Cahiers naturalistes, consacrés à l'étude de la vie et de l'œuvre d'Émile Zola, ainsi qu'à l'histoire du mouvement naturaliste et de l'affaire Dreyfus.
Henri Mitterand est récipiendaire de plusieurs prix de l’Académie française et de la Ville de Paris, docteur honoris causa de l’université d’Athènes, membre de la Société royale du Canada, membre de l’Académie du Morvan, président d’honneur de la Société littéraire des amis d’Émile Zola.
Il est chevalier de la Légion d'honneur et commandeur de l’ordre des Arts et des Lettres.

## Publications

### Éditions
- Émile Zola
  - Les Rougon-Macquart, Gallimard, coll. « La Pléiade », 5 tomes ; rééd. coll. « Folio », 20 tomes
  - Œuvres complètes, Cercle du livre précieux, 15 volumes et Nouveau Monde Éditions, 21 volumes.
  - Carnets d'enquêtes : Une ethnographie inédite de la France, Paris, Plon, coll. « Terre humaine », 1987 (réimpr. 1991, 1993 (traduit en allemand et en italien)), 437 p. (ISBN 2-259-00185-8)
  - Lettres croisées de Paul Cézanne et Émile Zola (1858-1887), Gallimard, 2016.

### Sur Zola
- Album de la Pléiade : Émile Zola (en collaboration avec Jean Vidal), bibliothèque de la Pléiade, éditions Gallimard, 1963
- Zola et le Naturalisme, Paris, PUF, coll. « Que sais-je ? », 1986, 127 p. (ISBN 2-13-052510-5)
- Zola - L'histoire et la fiction, Paris, PUF - Écrivains, 1990, 294 p. (ISBN 2-13-043506-8)
- Zola - La vérité en marche, Paris, Gallimard, coll. « Découvertes Gallimard / Littératures » (no 257), 1995, 176 p. (ISBN 2-07-053288-7)

- Zola, 3 tomes, Fayard, 1999-2002 [présentation en ligne]
  - Sous le regard d'Olympia 1840-1870
  - L'Homme de Germinal 1871-1893
  - L'Honneur 1893-1902

- Passion Émile Zola. Les délires de la vérité, Éditions Textuel, 2002
- Les Manuscrits et les dessins de Zola, ouvrage co-dirigé avec Olivier Lumbroso, Éditions Textuel, 2002
- Le Paris de Zola, Hazan, 2008
- Zola tel qu'en lui-même, Presses universitaires de France, 2009
- Autodictionnaire Zola, Omnibus, 2012
- Lectures de Zola. La Fortune des Rougon, ouvrage co-dirigé avec Émilie Piton-Foucault, Presses universitaires de Rennes, 2015
- Clive Thomson, On croit comprendre le monde avec ça ! Entretiens mémoriels avec Henri Mitterand, Atlande, 2021
- Zola, la mort du père, Imago, 2021

### Littérature française
- en collaboration avec G. Falconer, La Lecture sociocritique du texte romanesque. Actes du Colloque organisé à Toronto en novembre 1972 par les Universités de Toronto et de Paris-VIII, Toronto, 1975
- Le Discours du roman, Paris 1980, 2. Auflage, 1986
- L’Illusion réaliste. De Balzac à Aragon, Paris, 1994
- La littérature française du XXe siècle, Paris, Armand Colin, coll. « U », paris 1996 (réimpr. 2005, 2007)
- Le Roman à l’œuvre. Genèse et valeurs, Paris, 1998
- avec Jean Pierre Leduc-Adine, Lire/Délire Zola, Nouveau Monde éditions,  (ISBN 2-84736-051-4).

### Grammaire et linguistique
- Le Regard et le Signe, PUF, coll. « Écriture », 1987
- Les Mots français, PUF, coll. « « Que sais-je ? » », 1963 (réimpr. 1965, 1968, 1972, 1976, 1981, 1986, 1992,1996, 2000)
- Nouveau dictionnaire étymologique et historique, Paris, 1964 (réimpr. 1971, 1980, 1991, 1993, 2005)
- A B C de grammaire française, Paris 1969

### Sur l'art
- Camille Pissarro. Turpitudes sociales, préface, Paris, Presses universitaires de France/Fondation Martin Bodmer, 2009 (Collections Sources).

## Distinctions
Chevalier de la Légion d'honneur
 Commandeur de l'ordre des Arts et des Lettres
- De l'Académie française
  - 1969 : prix Georges-Dupau pour l'édition des Œuvres de Zola
  - 1978 : prix Dumas-Millier pour l'ensemble de son œuvre
  - 1983 : prix Pierre-de-Régnier pour l'édition critique des œuvres de Zola
  - 2003 : prix de la biographie pour Zola (Sous le regard d’Olympia, L’homme de Germinal, L’honneur)

### Archives
- Document INA : "Henri Mitterand et Henri Guillemin", 22 décembre 1968
- Document INA : 1 livre, 1 jour : "Henri Mitterand : Émile Zola. Les délires de la vérité", 16 octobre 2002